# Werner Neumann (musicologue)
Pour les articles homonymes, voir Neumann.
Werner Neumann est un musicologue allemand, né le 21 janvier 1905 à Königstein, en Saxe, et mort le 24 avril 1991 à Leipzig. Il a fondé les Archives Bach de Leipzig le 20 novembre 1950 et a été le principal éditeur de la Neue Bach-Ausgabe, la seconde édition des œuvres complètes de Jean-Sébastien Bach.

## Biographie
Neumann a étudié au Conservatoire de Leipzig de 1928 à 1930 et à l'Université de Leipzig de 1928 à 1933, la musicologie, la philosophie, la psychologie et les études romanes, suivant notamment les cours de Hans Driesch, Walther von Wartburg et  Philipp August Becker. Il rédige sa thèse en 1938 sur la fugue chorale de Bach, Johan Sebastian Bachs Chorfuge : Ein Beitrag zur Kompositionstechnik Bachs. Il a travaillé comme enseignant de 1934 à 1940 et a servi dans l'armée pendant cinq ans. De 1945 à 1950, il a travaillé comme professeur indépendant, écrivain sur la musique et professeur au Conservatoire de Leipzig.
Après le Deutsche Bachfeier 1950, le bicentenaire de Bach, il fonde le Bach-Archiv Leipzig pour la documentation et la recherche, qu'il préside jusqu'en 1973, obtenant une reconnaissance internationale.
De 1953 à 1974, Neumann était, avec Alfred Dürr, rédacteur en chef du Bach-Jahrbuch (Annuaire ou Almanach Bach), écrivant lui-même plusieurs contributions. Il a commencé en 1951 à diriger la section est-allemande de la Neue Bach-Ausgabe, la seconde édition complète des œuvres de Bach, tandis que Dürr était le directeur de la section ouest-allemande. Neumann a ajouté plusieurs volumes de cantates au projet.
Neumann a écrit des notes, des articles pour des magazines, des recensions, des essais et des éditions musicales.
En 1974, Neumann est devenu membre de l'Académie des sciences de Saxe.

## Distinctions
- Prix national de la République démocratique allemande
- Ordre du Mérite patriotique d'argent
- Médaille du mérite de la RDA

## Publications
- Johan Sebastian Bachs Chorfuge : Ein Beitrag zur Kompositionstechnik Bachs, thèse de doctorat, 1938, 1950.
- Handbuch der Kantaten J. S. Bachs, 1947. (livret des cantates de Bach)
- Katechismus der Musik, de Johann Christian Lobe (en), 1949.
- Auf den Lebenswegen J. S. Bachs, 1953.
- Neue Bach-Ausgabe, 1954 à 1969. (volumes sur les cantates et critiques musicales)
- Adventskantaten, avec Alfred Dürr, Leipzig, Deutscher Verlag für Musik, 1955.
- J. S. Bachs sämtliche Kantantentexte, 1956, 1967. (textes complets des cantates de Bach)
- Kantaten zu den Sonntagen Septuagesimae und Sexagesimae, Leipzig, Deutscher Verlag für Musik, 1957.
- Kantaten zum 13. und 14. Sonntag nach Trinitatis, Leipzig, Deutscher Verlag für Musik, 1959.
- Festmusiken zu leipziger Universitätsfeiern, Leipzig, Deutscher Verlag für Musik, 1960.
- Bach, Eine Bildbiographie, 1961.
- Festmusiken für das kurfürstlich-sächsische Haus II, Leipzig, Deutscher Verlag für Musik, 1961.
- Festmusiken für das kurfürstlich-sächsische Haus I, Leipzig, Deutscher Verlag für Musik, 1962.
- Bach-Dokumente, volumes 1 à 4, avec Hans-Joachim Schulze, 1963 à 1979.
- Kantaten zu Neujahr und zum Sountag nach Neujahr, Leipzig, Deutscher Verlag für Musik, 1964.
- Handbuch der Kantaten Johan Sebastian Bachs, 3. Auflage, Wiesbaden, Breitkopf & Härtel, 1966.
- Hochzeitskantaten, Weltliche Kantaten, Verschiedener Bestimmung, Leipzig, Deutscher Verlag für Musik, 1970.
- Das kleine Bachbuch, 1971 et 1985.
- Sämtliche von J. S. Bach vertonte Texte, 1974. (partitions composées par Bach)
- Aufgaben und Probleme der heutigen Bachforschung, Berlin, Akademie-Verlag, 1979.
- Über das funktionale Wechselverhältnis von Vokalität und Instrumentalität als kompositionstechnisches Grundphänomen : dargestellt am Schaffen Johann Sebastian Bachs, Berlin, Akademie-Verlag, 1982.